# Chlamydomonas hedleyi
Chlamydomonas hedleyi là một loài tảo trong họ Chlamydomonadaceae, thuộc chi Chlamydomonas.